# José María Rodríguez Belforti
José María Belforti es un exfutbolista argentino. Jugó 205 partidos en su carrera futbolística y convirtió 5 goles.

## Trayectoria
El jugador ocupaba la posición de defensa central, aunque también podía actuar como lateral. Llegó a debutar en la Primera División Argentina con Argentinos Juniors.
Tiene un hermano mellizo llamado Martín que también es futbolista, aunque este juega en la posición de centrocampista. Ambos han pertenecido simultáneamente a las plantillas de Defensores Belgrano, UD Melilla y Cerro de Reyes Atlético.

## Clubes
| Club                    | Año       |
| Argentinos Juniors      | 1999-2003 |
| Brera Calcio            | 2003-2004 |
| Defensores de Belgrano  | 2005-2006 |
| UD Melilla              | 2006-2007 |
| Lucena CF               | 2007-2008 |
| Écija Balompié          | 2008-2009 |
| Cerro de Reyes Atlético | 2009-2010 |
| Lugo                    | 2010-2013 |
| Cádiz CF                | 2013–2014 |
| Cacereño                | 2014-2015 |
| Areas                   | 2014/2015 |
| Eldense                 | 2015-2017 |
| Torrevieja              | 2016-2017 |
| Crevillente             | 2016-2017 |
| Yeclano Deportivo       | 2017-2018 |